# ختير متقلب
خِتَّير مُتَقَلّب (الاسم العلمي: Cortinarius multiformus)، نوع من الختير وفصيلة الختيريات. يوجد في المواقع الظليلة. موطنه الغابات الصنوبرية. ساقة مستغلظة القاعدة القاعدة طحلاء اللون. أرسوسته صيوانية، صفراء اللون، موشحة بالبني، قطرها نحو 10 سم. لحميته جامدة، جيدة الصنف، مأكولة، رائحتها رائحة العسل.